# Elezioni comunali in Sardegna del 2018
Le elezioni comunali in Sardegna del 2018 si tennero il 10 giugno (con ballottaggio il 24 giugno).

## Riepilogo Sindaci Eletti
| Provincia         | Comune   | Sindaco uscente | Sindaco uscente      | Sindaco eletto | Sindaco eletto    | Primo turno | Primo turno           | Secondo turno | Secondo turno | Seggi   |       |       |         |
| ----------------- | -------- | --------------- | -------------------- | -------------- | ----------------- | ----------- | --------------------- | ------------- | ------------- | ------- | ----- | ----- | ------- |
| Provincia         | Comune   | Cagliari        | Assemini             |                | Mario Puddu (M5S) |             | Sabrina Licheri (M5S) | 4.983         | 44,75         | Seggi   | 5.482 | 59,19 | 15 / 24 |
| Carbonia-Iglesias | Iglesias |                 | Emilio Gariazzo (PD) |                | Mauro Usai (PD)   | 5.727       | 41,75                 | 5.687         | 52,08         | 15 / 24 |       |       |         |

## Città metropolitana di Cagliari

### Assemini
| Candidati                     | Candidati                  | II turno             | II turno           | I turno | I turno | Liste                    | Voti   | %     | Seggi |
| Candidati                     | Candidati                  | Voti                 | %                  | Voti    | %       | Liste                    | Voti   | %     | Seggi |
| ----------------------------- | -------------------------- | -------------------- | ------------------ | ------- | ------- | ------------------------ | ------ | ----- | ----- |
|                               | Sabrina Licheri ✔️ Sindaco | 5 482                | 59,19              | 4 983   | 44,75   | Movimento 5 Stelle       | 4 798  | 44,45 | 15    |
|                               | Antonio Scano              | 3 780                | 40,81              | 3 962   | 35,58   | Proposta Civica          | 1 210  | 11,21 | 2     |
| Lega - PSd'A                  | Antonio Scano              | 3 780                | 40,81              | 3 962   | 35,58   | 840                      | 7,78   | 2     |       |
| Forza Italia                  | Antonio Scano              | 3 780                | 40,81              | 3 962   | 35,58   | 795                      | 7,36   | 1     |       |
| Fratelli d'Italia             | Antonio Scano              | 3 780                | 40,81              | 3 962   | 35,58   | 605                      | 5,60   | 1     |       |
| Riformatori Sardi             | Antonio Scano              | 3 780                | 40,81              | 3 962   | 35,58   | 393                      | 3,64   | –     |       |
| Seggio di coalizione          | Seggio di coalizione       | Seggio di coalizione | 40,81              | 3 962   | 35,58   | 1                        |        |       |       |
|                               | Francesco Lecis            | Francesco Lecis      | Francesco Lecis    | 945     | 8,49    | Partito Democratico      | 940    | 8,71  | –     |
| Seggio di coalizione          | Seggio di coalizione       | Seggio di coalizione | Francesco Lecis    | 945     | 8,49    | 1                        |        |       |       |
|                               | Francesco Consalvo         | Francesco Consalvo   | Francesco Consalvo | 716     | 6,43    | Democratici Progressisti | 698    | 6,47  | –     |
| Seggio di coalizione          | Seggio di coalizione       | Seggio di coalizione | Francesco Consalvo | 716     | 6,43    | 1                        |        |       |       |
|                               | Irene Piras                | Irene Piras          | Irene Piras        | 528     | 4,74    | Liberi e Uguali          | 516    | 4,78  | –     |
| Totale                        | Totale                     | 9 262                | 100                | 11 134  | 100     |                          | 10 795 | 100   | 24    |
|                               |                            |                      |                    |         |         |                          |        |       |       |
| Fonte: Ministero dell'interno |                            |                      |                    |         |         |                          |        |       |       |

## Provincia del Sud Sardegna

### Iglesias
| Candidati                     | Candidati             | II turno             | II turno       | I turno | I turno | Liste                      | Voti   | %     | Seggi |
| Candidati                     | Candidati             | Voti                 | %              | Voti    | %       | Liste                      | Voti   | %     | Seggi |
| ----------------------------- | --------------------- | -------------------- | -------------- | ------- | ------- | -------------------------- | ------ | ----- | ----- |
|                               | Mauro Usai ✔️ Sindaco | 5 687                | 52,08          | 5 727   | 41,75   | Partito Democratico        | 2 331  | 17,81 | 7     |
| Piazza Sella                  | Mauro Usai ✔️ Sindaco | 5 687                | 52,08          | 5 727   | 41,75   | 1 551                      | 11,85  | 4     |       |
| Rinnova Iglesias              | Mauro Usai ✔️ Sindaco | 5 687                | 52,08          | 5 727   | 41,75   | 1 261                      | 9,64   | 3     |       |
| Il Tuo Segno per Iglesias     | Mauro Usai ✔️ Sindaco | 5 687                | 52,08          | 5 727   | 41,75   | 622                        | 4,75   | 1     |       |
|                               | Valentina Pistis      | 5 233                | 47,92          | 3 862   | 28,15   | Forza Italia               | 1 307  | 9,99  | 2     |
| Riformatori Sardi             | Valentina Pistis      | 5 233                | 47,92          | 3 862   | 28,15   | 1 001                      | 7,65   | 1     |       |
| Iglesias in Comune            | Valentina Pistis      | 5 233                | 47,92          | 3 862   | 28,15   | 543                        | 4,15   | 1     |       |
| Cas@ Iglesias                 | Valentina Pistis      | 5 233                | 47,92          | 3 862   | 28,15   | 541                        | 4,13   | –     |       |
| Fratelli d'Italia             | Valentina Pistis      | 5 233                | 47,92          | 3 862   | 28,15   | 209                        | 1,60   | –     |       |
| Seggio di coalizione          | Seggio di coalizione  | Seggio di coalizione | 47,92          | 3 862   | 28,15   | 1                          |        |       |       |
|                               | Federico Garau        | Federico Garau       | Federico Garau | 2 792   | 20,35   | Movimento 5 Stelle         | 2 494  | 19,06 | 2     |
| Seggio di coalizione          | Seggio di coalizione  | Seggio di coalizione | Federico Garau | 2 792   | 20,35   | 1                          |        |       |       |
|                               | Carlo Murru           | Carlo Murru          | Carlo Murru    | 1 038   | 7,57    | Iglesias Risorge           | 547    | 4,18  | –     |
| Progetto per Iglesias         | Carlo Murru           | Carlo Murru          | Carlo Murru    | 1 038   | 7,57    | 421                        | 3,22   | –     |       |
| Seggio di coalizione          | Seggio di coalizione  | Seggio di coalizione | Carlo Murru    | 1 038   | 7,57    | 1                          |        |       |       |
|                               | Oug Asmaa             | Oug Asmaa            | Oug Asmaa      | 299     | 2,18    | Sinistra Sarda (PRC - PCI) | 257    | 1,96  | –     |
| Totale                        | Totale                | 10 920               | 100            | 13 718  | 100     |                            | 13 085 | 100   | 24    |
|                               |                       |                      |                |         |         |                            |        |       |       |
| Fonte: Ministero dell'interno |                       |                      |                |         |         |                            |        |       |       |